# Beri'ah

Semi di Coppe dei Tarocchi, associati a Beri'ah

Beri'ah (ebraico: בריאה o בריה), o Briyah (anche noto come Olam Briyah, עולם בריאה in ebraico, letteralmente Mondo della Creazione), è il secondo dei quattro mondi celesti nell'Albero della Vita della Cabala ebraica, intermedio tra il Mondo dell'Emanazione (Atziluth) e il Mondo della Formazione (Yetzirah), il terzo mondo, quello degli angeli. È quindi della più pura essenza e senza mescolanze di materia. Noto come Mondo della Creazione.

## Associazioni non canoniche ebraiche
Nell'occultismo occidentale, ciascuna delle Sefirot in questo mondo è associata ad un Santo Arcangelo e con i Semi di Coppe nei Tarocchi. Gli Arcangeli biblici dimorano nel reame di Beri'ah.